# Tugumir
Tugumir (* vor 929 † 25. Mai nach 940) war ein Fürst der Heveller mit Sitz auf der Brandenburg.

## Leben
Tugumir war ein Sohn des herrschenden Hevellerfürsten in Brandenburg. Dessen Name ist nicht überliefert, möglicherweise war es der vom arabischen Gelehrten al-Masʿūdī erwähnte Basqlābiǧ. Drahomíra von Stodor, die Mutter Wenzels von Böhmen, war wahrscheinlich seine Schwester oder Tante.  
Von Tugumir berichtet Widukind von Corvey um das Jahr 967 in seiner Sachsenchronik, er sei durch Heinrich I. gefangen genommen und in sächsische Gefangenschaft gebracht worden. Es wird allgemein angenommen, dass Tugumir 929 bei der belegten Einnahme der Brandenburg durch Heinrich I. in sächsischen Gewahrsam geriet, möglicherweise als vornehme Geisel. Die namentlich unbekannte Slawin, die eine illegitime Beziehung mit dem Thronfolger und späteren Kaiser Otto I. hatte, könnte Tugumirs Schwester gewesen sein. Aus dieser Beziehung ging der spätere Erzbischof Wilhelm von Mainz hervor. Vermutlich traten Tugumir und seine Schwester erst während ihrer Gefangenschaft zum Christentum über. Dagegen vertrat Herbert Ludat Anfang der 1970er Jahre noch die Auffassung von einer christlichen Herrscherdynastie des Hevellerreiches.
Um das Jahr 940 kehrte Tugumir in Absprache mit König Otto I. auf die Brandenburg zurück. Dort herrschte sein Neffe unabhängig von sächsischer Oberherrschaft. Tugumir ließ sich als rechtmäßiger Herrscher dort einsetzen, nahm seinen Neffen gefangen und tötete ihn. Anschließend erkannte er die Oberherrschaft Ottos I. an und unterstellte ihm Burg und Gebiet. Widukind zufolge, der Tugumirs Vorgehensweise als Verrat an seinem Volk bezeichnet, hatte Tugumir dafür von Otto I. eine große Geldsumme und noch größere Versprechungen erhalten, wahrscheinlich politische Zugeständnisse. Aufgrund von Tugumirs Unterwerfung sollen sich auch alle anderen slawischen Stämme „bis zur Oder“ auf ähnliche Weise dem König unterworfen und fortan Tribut geleistet haben. Tugumirs weiteres Schicksal lässt sich mangels weiterer Nachrichten nur erschließen. Danach soll er bis zu seinem Tod über das Gebiet der Heveller geherrscht haben.
Tugumirs Todesjahr ist unbekannt. In der angeblich aus dem Jahr 948 stammenden Gründungsurkunde des Bistums Brandenburg wird er nicht mehr erwähnt. Sein Todestag wird im Nekrolog des Nonnenklosters Möllenbeck bei Corvey mit dem 25. Mai angegeben. Der Eintrag könnte darauf zurückzuführen sein, dass seine Schwester dort nach der Trennung von Otto I. als Nonne lebte.
Nachkommen sind nicht bekannt.
Tugumir war seit dem Jahr 862 der erste elbslawische Fürst, der in ostfränkischen Quellen wieder eine namentliche Erwähnung fand. Die Forschung geht heute davon aus, dass seine Freilassung im Zusammenhang mit der Interessenlage Ottos I. an seinem neuen Herrschaftszentrum in Magdeburg stand und er der Einsetzung eines christlichen Fürsten eine politisch stabilisierende Wirkung für eine Christianisierung der ostelbischen Gebiete von oben her beimaß. Bereits unter den Karolingern hatte die gezielte Einsetzung und Unterstützung gewogener Fürsten als Mittel zur Herrschaftskontrolle in den elbslawischen Gebieten gedient, weil es für eine unmittelbare Herrschaft an Truppen und finanziellen Mitteln fehlte. Demgegenüber stand die Installation Tugumirs in keinem Zusammenhang mit der Ermordung von 30 elbslawischen Fürsten durch den Markgrafen Gero, über die Widukind von Corvey unmittelbar vor der Tugumir-Episode berichtet. Das Massaker an den Slawenfürsten hatte sich rund drei Jahre früher ereignet.

## Belletristik
Unter dem Namen Tugomir ist er eine der Hauptfiguren des historischen Romans Das Haupt der Welt von Rebecca Gablé.